# 555802 Chengyen
555802 Chengyen è un asteroide della fascia principale. Scoperto nel 2007, presenta un'orbita caratterizzata da un semiasse maggiore pari a 2,361623 UA e da un'eccentricità di 0,217340, inclinata di 3,246346° rispetto all'eclittica.